# 第三世代の人権
第三世代の人権（だいさんせだいのじんけん、英：third generation of human rights）とは、第一世代の人権と第二世代の人権を実現するうえで必要となる人権として、第二次世界大戦後の非植民地化の流れを契機に、発展途上国を中心に新しく主張されるようになった人権の総称である。
なお、第一世代の人権とは、生命・身体の自由、思想・良心及び宗教の自由、表現の自由、平和的な集会の権利、結社の自由、公正な裁判を受ける権利、財産権、参政権などを指す。第二世代の人権とは、教育についての権利、労働の権利、社会保障についての権利、生活水準についての権利、健康を享受する権利、科学及び文化についての権利などが含まれる。対して、第三世代の人権とは、具体的には、発展への権利、環境への権利、平和への権利などがある。
いわゆる「新しい人権」とは本来異なった概念であるが、その性質上環境権のように共通する内容もある。

## 歴史的沿革
第二次世界大戦を契機に、人権は国際的な関心事として扱われるようになった。また、1960年の「植民地独立付与宣言」を契機に国際社会で非植民地化が進展し、国際社会には発展途上国が多数参加するという「構造変化」が生じた。
国際社会の構造上、発展途上国が各国の独自の努力によりなし得る人権の保護や保障には限界があった。そのため、発展途上国を中心に「人権の効果的な享受のためには発展が必要であり、その実現のためには国内・国際社会の構造の全面的改革が必要」だと考えられるようになった。
以上のような国際環境の中で、「第三世代の人権」が、UNESCO「人権・平和部」部長のカレル・バサックの提唱によって1971年に初めて登場し、その後発展途上国を中心として国際社会の場で持ち出されるようになった。
しかし、後述のように、第三世代の人権は「集団的権利」であり、「人権はもともと中間団体（……）からの個人の解放という意味をせおって登場してきた」というような第一世代・第二世代の古典的な人権観とは相容れない部分もある。

## 基本的特徴
カレル・バサックによれば、「第三世代の人権」とは従来人権として語られることの無かった発展、平和、環境、情報伝達、人類の共同財産(英：the common heritage of humankind)についての権利の総称である。また、「第三世代の人権」は、社会活動における個人、国家、公的及び私的団体ならびに国際共同体の努力の結合によってしか実現されないと指摘されている。
国際法学者の間では、主に3つの特徴が指摘されている。
1. 連帯の権利である。
2. 全社会勢力の努力を求め、また、地球規模の協力を必要とする「集団的権利」である（個人的側面を有することもある）。
3. どのような権利がこのカテゴリーに入るかは諸説がある。

## 具体的内容と参考事例
第三世代の人権に含まれる権利については、未だ統一的な見解がないというのが通説であるが、主に以下が挙げられている。
- 自決権（じけつけん、英：the right of self-determination）

国際人権規約第一条に見られるように、21世紀現在では国際法上比較的確立された権利である。
- 発展の権利（はってんのけんり、英：the right to development）

1972年にK.MBye氏による講演「人権としての発展の権利」を起源とする権利である。この権利を認めたものとして、1981年にアフリカ統一機構（現アフリカ連合）首脳会議で採択された実定法であるバンジュール憲章第22条がある。
1986年には「発展の権利に関する宣言」（はってんのけんりにかんするせんげん、英：Declaration on the Right to Development）が国連総会で採択された。権利主体としては個人・集団の両方、義務主体としては主権国家・国際機関・国際共同体が考えられている。この権利が実現されるためには「社会活動におけるすべての行為主体」の参加が必要とされている。
- 平和追求権（平和への権利：へいわへのけんり、英：the right to peace）

当初は軍縮問題との関係で主張され、その後も軍事費と援助との関連・軍縮との関連で登場することが多い権利である。1984年に国連総会で「人民の平和への権利に関する宣言」（じんみんのへいわへのけんりにかんするせんげん、英：Declaration on the Right of Peoples to Peace）、2016年には「平和への権利宣言」（へいわへのけんりせんげん、英：Declaration on the Right to peace）が採択されている。内容としては平和への努力に貢献することのできる個人の権利、各国の集団的権利を指しているが、西欧諸国を中心として法的権利として認められていない。
- 環境権と持続可能性への権利

憲法論で環境権が取り上げられるように、第三世代の人権の中では、国際的にもっとも承認を受けている権利である。ギリシャ、ブルガリア、ポーランド、ポルトガルの憲法やフランス共和国憲法に取り入れられている。国際的には国際連合人間環境会議におけるストックホルム宣言（第一原則）に明記されている。
- 情報環境権

自然環境についても、足尾銅山、水俣病、四日市等の大気汚染によるぜんそく、など多数の死者が出てのちに、法的な権利概念が生成されている。これにパラレルに「情報環境権」を措定する可能性もありうる。たとえば、個人主義的なメディアリテラシー等の能動的な考え方では「自己情報のコントロール権」といった、特定の知識に支えられてはじめて情報環境を利用する能力として培われるのに対して、「情報環境権」は、一般に想定される知識レベルに照らして、安心して情報環境に触れて、それを利用、享受する権利、つまりは「受け身」で環境内で、いわば「道を歩く」権利である。近年のネットビジネスでは鍵となるオプトアウトについても、国民のほとんどが理解できない、複雑な文面から探す必要がある、リンク先が多岐にわたる、英語が多い、など障害が多大であると分かりながら、多くのネットビジネスでは導入される。プライバシーポリシーの掲出も、一般の人に読まれることを前提としていないものがほとんどであるし、ものによっては英文の説明しかない。これが新しい人権に含まれうる「情報環境権」上、社会問題である、とされるにはいまだ時間を要するであろうが、そうした危ういことの上に多くのネットビジネスが成り立っている。　
- 人類の共同財産より利益を受ける権利

いまだほとんど議論されてきていない。こうした中で、深海の海底資源においてこれを認めた1982年の国連海洋法条約成立が注目されるが、発展途上国のための権利という性格が強く、普遍的な人権といえる段階には達していない。
- 通信への権利

- 人道的援助を求める権利

人権としての認知はまだうかがえないが、災害を含めた非常事態時に国際人道法に則り人道支援を促進する国際連合人道問題調整事務所が設けられている。
21世紀初期の段階で、第三世代の人権のカテゴリーに属すると主張されているこれらの権利は、国際法上の法的権利として異論が多く、これらは発展途上国を中心として主張されている権利であることからも政治的でいイデオロギー色の多い権利でもある。しかし国際連合といった国際機関を舞台に徐々にではあるが、その内容を明確にしてきており、今後法的権利として成熟する方向へ向かっているといえる。

## 批判論
現在は、第三世代の人権は認められないとする否定説が多数である。否定説の主張する主な問題点は以下のとおりである。
- 人権のインフレ化が惹起される
- 人権カタログの中に、具体的権利性を有さない第三世代の人権が取り入れられると、その他の権利の信頼性・実定性が損なわれる
- 集団の権利（第三世代）によって個人の権利（第一世代）が侵害される
- 国家が人権共有主体になると、国家の人権によって個人の人権が害される
- 「世代」という語から、第三世代より前の人権の価値が相対的に低下する
- 権利として対抗、要求する相手である義務主体が明確でない
- 権利主体に集団を含めると義務主体が同一になってしまう

## 擁護論
以上のような否定的見解に対し、肯定説からは次のような再反論がなされている。
- 第三世代より前の人権も、誕生時には義務主体が不明確であった
- 現代において人権とは、法的性質の如何にかかわらず、あらゆる権力に対抗しうるものなのだから、義務主体が不明確であるということはない
- 権利行使の際には、必ず他者との関係が存在する以上、どんな人権も集団的側面を少なからず有している
- 第三世代の人権であっても良心的兵役拒否（平和への権利）、快適さへの権利（環境への権利）など個人的側面が存在する
- 第一世代から第三世代までの人権は、補完的であり不可分であり相互に依存している　世界人権会議で採択された『ウィーン宣言及び行動計画』第I第5項、第11項
- 人権とはもともと他者との関係から生まれたものであり、本来的に関係性のうえに成り立っているもので、第三世代の人権はこれと一致する